# Nabil Bechaouch
Nabil Bechaouch (arabe : نبيل بالشاوش), né en 1970 à l'Ariana[réf. nécessaire] et mort le 7 octobre 2020 à Béja[réf. nécessaire], est un footballeur international tunisien et l'un des meilleurs buteurs du championnat tunisien avec 82 buts.

## Biographie
Nabil Bechaouch reçoit cinq sélections en équipe de Tunisie entre 1993 et 1995. Il dispute trois rencontres rentrant dans le cadre des éliminatoires de la CAN 1996.
Il meurt le 7 octobre 2020 des suites d'une crise cardiaque.

## Carrière
- 1987-1997 : Olympique de Béja (Tunisie)
- 1997-1999 : Club sportif sfaxien (Tunisie)
- 1999-2000 : Stade tunisien (Tunisie)
- 2000-2004 : Olympique de Béja (Tunisie)

## Palmarès
| CS Sfax - Coupe de la CAF (1) : - Vainqueur : 1998. |  | Olympique de Béja - Coupe de Tunisie (1) : - Vainqueur : 1993. - Supercoupe de Tunisie (1) : - Vainqueur : 1995. |